# チョマトー
チョマトーは、北海道帯広市西15条北2丁目（十勝国河西郡）にある沼である。チョマト沼・チョチョマ沼とも言う。
語源はアイヌ語の「チ・ホマ・ト　ci-homa-to（我々・忌み嫌う・沼）」で、沼の名前の成立に関する伝説が残されている。
アイヌ民族の聖地とされる。

## アイヌ古戦場伝説
1800年頃（あるいはそれ以前）に北見アイヌ（一説には日高アイヌ。以下同じ）が宝物や美女を獲得すべく十勝アイヌのコタンを攻撃した。当初は劣勢に立たされていた十勝アイヌが神に祈りを捧げると状況は変わり、北見アイヌはチョマトに退避する。北見アイヌはそこで水鳥を捕獲して空腹を満たしていると、十勝アイヌに包囲されており、逃げ場を失った北見アイヌは沼に飛び込んだ。沼が赤く見えるのはその時の戦士達の血が多く流れたからだという。そのため『血で染まった沼チョマトー』とも云われ、漢字では「血妖魔沼」と表記し、「血妖魔沼戦没者慰霊碑」が建っている。
十勝地方に古くから伝わる伝説の中でも登場する史蹟が現存するのは数少なく、伝説の信憑性に疑義が唱えられてはいるが歴史的価値は高いと評価されている。
伝説の信憑性が疑われる理由の1つに、アイヌ民族の長老達は沼のことを「トウカムイ（神のいる沼）」と呼んでいるため、神聖な沼に戦士達が飛び込むとは考えにくいという。
同地では古くからアイヌ民族による慰霊祭が行われていたが、一時期中断し1973年に42年ぶりに実施された。

## 沼の埋立
従来から水質汚濁等による蚊の発生や隣接する市道が大きく湾曲していること等から隣接市道の直線化が議論されていたが、近年議論が再燃し市道の直線化議論が起こり一部住民の反対もある中、沼の一部埋立を含む工事が2004年5月に開始された。